# Dagny (Vorname)
Dagny ist ein weiblicher skandinavischer Vorname, der sich aus den Begriffen dag (Tag) und ny (neu) zusammensetzt und somit neuer Tag bedeutet. Der Name wird seit etwa 1600 verwendet, in Schweden seit mindestens 1869. Namenstag ist der 11. September.

## Bekannte Namensträgerinnen
- Dagny Berger (1903–1950), norwegische Pilotin
- Dagny Carlsson (1912–2022), schwedische Bloggerin
- Dagny Dewath (* 1981), deutsche Schauspielerin
- Dagny Gioulami (* 1970), schweizerisch-griechische Schauspielerin, Schriftstellerin und Librettistin
- Dagny Backer Johnsen (* 1992), norwegische Schauspielerin
- Dagny Juel (1867–1901), norwegische Schriftstellerin
- Dagny Lüdemann, deutsche Journalistin
- Dagny Mellgren (* 1978), norwegische Fußballspielerin
- Dagny Schjelderup (1890–1959), norwegische Schauspielerin und Opernsängerin
- Dagny Servaes (1894–1961), deutsch-österreichische Schauspielerin
- Dagny Norvoll Sandvik (* 1990), norwegische Sängerin